# Черногорово (Пазарджицька область)
Черного́рово (болг. Черногорово) — село в Пазарджицькій області Болгарії. Входить до складу общини Пазарджик.

## Населення
За даними перепису населення 2011 року у селі проживали 2203 особи.
Національний склад населення села:
| Національність   | Кількість осіб | Відсоток |
| ---------------- | -------------- | -------- |
| болгари          | 1935           | 89,3%    |
| цигани           | 226            | 10,4%    |
| не визначились   | 4              | 0,2%     |
| Всього відповіли | 2168           |          |

Розподіл населення за віком у 2011 році:
Динаміка населення: